# Stacy Edwards
Pour les articles homonymes, voir Edwards.
Stacy Edwards (née le 4 mars 1965 à Glasgow (Montana), États-Unis) est une actrice américaine.

## Biographie
Fille d'un officier de l'armée de l'air américaine, elle a vécu un peu partout dans le monde, de Guam à l'Alabama. À 18 ans, elle a été acceptée au Lou Conte Dance Studio de Chicago et a commencé une carrière de danseuse et d'actrice.

## Filmographie (incomplète)

### Cinéma
- 1990 : Spontaneous Combustion de Tobe Hooper : Peggy Bell
- 1993 : Private Lessons 2 de Seiji Izumi : Mme Cooper
- 1995 : Terreur (The Fear) de Vincent Robert : Becky
- 1996 : The Cottonwood de Steven Feder
- 1997 : En compagnie des hommes (In the Company of Men) de Neil LaBute : Christine
- 1997 : Men Seeking Women de Jim Milio : Jennifer
- 1998 : Primary Colors de Mike Nichols : Jennifer Rogers
- 1999 : Le Célibataire (The Bachelor) de Gary Sinyor : Zoe
- 1999 : Black and White de James Toback : Sheila King
- 2000 : Un couple presque parfait (The Next Best Thing) de John Schlesinger : Finn
- 2001 : Driven de Renny Harlin : Lucretia Clan
- 2002 : Joshua de Jon Purdy : Maggie
- 2002 : Local Boys de Ron Moler : Jessica Dobson
- 2002 : Speakeasy de Brendan Murphy : Sophie Hickman
- 2007 : SuperGrave (Superbad) de Greg Mottola : La mère d'Evan
- 2008 : Chronic Town de Tom Hines : Emily
- 2013 : The Bling Ring de Sofia Coppola : Debbie

### Télévision
- 1984 : Born Beautiful (Téléfilm, non créditée)
- 1986-1988 : Santa Barbara (Soap opera), Hayley Benson entre les épisodes 388 (7 février 1986) et 866 (12 janvier 1988)
- 1988 : Glory Days : Andrea Moran (Téléfilm)
- 1989 : Dinner at Eight de Ron Lagomarsino : Paula Jordan (Téléfilm)
- 1990 : Code Quantum, saison 2, épisode 12: Elizabeth
- 1990 : Arabesque épisode 18 "Mon ami O'Malley" ("O'Malley's Luck") inspectrice Frances Xavier Rawley
- 1991 : Sons and Daughters : Lindy Hammersmith (série TV)
- 1993 : Relentless 3 de James Lemmo (en) : Toni Keely (Vidéofilm)
- 1997-1999 : La Vie à tout prix (Chicago Hope) : Dr. Lisa Catera (série TV, rôle récurrent sur les saisons 4 et 5)
- 1997 : Les Dessous de Palm Beach (Silk Stalkings) : Mildred 'Millie' Austin / DreamWeaver (série TV épisode 16, saison 6 Surfer n'est pas tuer)
- 1998 : Houdini de Pen Densham : Bess Houdini (Téléfilm)
- 2001 : Prancer Returns (Le Retour du petit renne) de Joshua Butler : Denise Holton (Vidéofilm)
- 2001 : Le Fugitif (The Fugitive) : Jenny Butler (Série télévisée) saison 1, épisodes 15 et 16
- 2001 : Wolf Lake : Alexandra Kelly (série TV épisode 0, saison 1 Unaired Pilot)
- 2002 : Les Anges du bonheur (Touched by an Angel) : Lorena (série TV épisode 7, saison 9 Le Labyrinthe)
- 2004 : Back When We Were Grownups de Ron Underwood : Biddy (Téléfilm)
- 2004 : New York, unité spéciale : Meredith Rice (saison 5, épisode 25 Voyeur)
- 2004 : NCIS : enquêtes spéciales : (série TV épisode 8, saison 2 L'ultime recours)
- 2004 : Dr House ( House M.D.) : Lucy Palmeiro (série TV épisode 6, saison 1 une mère à charge )
- 2005 : Boston Justice (Boston Legal) : D. A. Chelios (série TV épisode 8, saison 2 Ass Fat Jungle)
- 2005 : Numb3rs : Gail Hoke (série TV épisode 11, saison 1 Science sans conscience)
- 2006 : Night Stalker : Le Guetteur (Night Stalker) : Linda Caleca (série TV épisode 7, saison unique Agent trouble 2/2)
- 2006 : Veronica Mars : Stephanie Denenberg (série TV épisode 15, saison 2 Jouer les Cupidons)
- 2007 : Esprits criminels (Criminal Minds) : Charlotte Cutler (série TV épisode 19, saison 2 Le Pyromane)
- 2007 : Private Practice : Maria Wilson (série TV épisode 1, saison 1 Une nouvelle vie)
- 2007 : Ghost Whisperer : Liz Sinclair (série TV épisode 8, saison 3 Jeux de vilains)
- 2008 : Eleventh Hour : Miss Catherine Bonatelli (série TV épisode 4, saison 1 Le Revers de la médaille)
- 2008-2009 : The Unit : Commando d'élite : Marian Reed (série TV épisodes 6 et 13, saison 4 Le Bout du tunnel et La Lance du destin)
- 2009 : Lie to Me : Dr. Christina Knowlton (série TV épisode 6, saison 1 Amour maternel)
- 2010 : Mentalist : Concetta Wale (épisode 2, saison 3 Belle Famille)
- 2011 : The Lying Game : Annie Hobbs
- 2012 : Grey's Anatomy (série TV épisode 20, saison 8)

## Distinctions
- En 1997, elle a remporté le prix de la meilleure actrice (Best Actress) pour son rôle dans En compagnie des hommes au Festival du film de Taormine, ex æquo avec Molly Parker pour Kissed[1].

### Nominations
- 1988 : nommée dans la catégorie Outstanding Newcomer: Daytime aux Soap Opera Digest Awards pour Santa Barbara[1]
- 1998 : nommée au Screen Actors Guild Award de la meilleure distribution pour une série dramatique pour La Vie à tout prix[1]
- 1998 : nommée meilleur premier rôle féminin dans En compagnie des hommes aux Independent Spirit Awards[1]
- 2001 : nommée comme meilleure actrice dans Prancer Returns au Video Premiere Award des DVD Exclusive Awards[1]